# Johann Sigismund Elsholtz
Johann Sigismund Elsholtz (Elßholtz, Elßholz, Elsholz, Elsholtius, Elsholzius) (ur. 26 sierpnia 1623 we Frankfurcie nad Odrą, zm. 28 lutego 1688 w Berlinie) – niemiecki lekarz, botanik i ogrodnik.

## Życie i działalność
Urodził się jako syn sekretarza Johanna Elsholtza. W 1641 roku rozpoczął studia medyczne na uniwersytecie Viadrina w swoim rodzinnym mieście, a które kontynuował w Wittenberdze i Królewcu. Mając 27 lat odbył podróż przez Niderlandy, Francję i Włochy. W 1653 roku doktoryzował się na uniwersytecie w Padwie na podstawie rozprawy o badaniach ciała ludzkiego. Następnie otworzył praktykę lekarską w Berlinie. Jako pierwszy stosował dożylne iniekcje. W czasie studiów medycznych, które obejmowały wówczas także botanikę, uzyskał znaczącą wiedzę w tej dziedzinie. Dzięki temu mógł zostać mianowany inspektorem ogrodu Berliner Lustgarten (1656), a rok później został nadwornym lekarzem i ogrodnikiem (botanikiem) elektorskim. Pełnił te funkcje do końca życia.

## Prace botaniczne
Elsholtz, pełniąc funkcję nadwornego ogrodnika Wielkiego Elektora Fryderyka Wilhelma I, miał możliwość wypróbowania nowych metod uprawy i wprowadzania nowych gatunków i odmian roślin. Za jego czasów w Berliner Lustgarten po raz pierwszy w Niemczech uprawiano ziemniaki (w tym czasie tylko jako roślinę ozdobną). W 1674 roku został członkiem Academia Naturaecuriosorum, późniejszej Niemieckiej Akademii Przyrodników Leopoldina.
W swojej pierwszej książce o florze Brandenburgii pt. „Flora Marchica” (1663) zamieścił alfabetyczny wykaz roślin dziko występujących oraz uprawianych w ogrodach Brandenburgii. Poszczególne gatunki zaopatrzone zostały w krótki opis morfologii, czasem także z informacją o rozmieszczeniu w Marchii. Drugie wydanie ukazało się dwa lata później. Najbardziej znanym i powszechnie docenianym dziełem Elsholtza było „Vom Garten-Baw”. Był to podręcznik ogrodnictwa, zawierający dodatkowo odniesienia do warunków klimatycznych i glebowych Marchii Brandenburgia. Pierwsze wydanie ukazało się w 1666, dwa następne jeszcze za życia autora – w roku 1672 i 1684, kolejne w 1715.
Do lat czterdziestych XX wieku zachował się zielnik Elsholtza, chociaż w złym stanie. Spłonął w czasie katastrofalnego w skutkach pożaru Muzeum Botanicznego w Berlinie-Dahlem w czasie bombardowania w 1943 roku.
Na cześć Elsholtza w 1790 roku Carl Ludwig Willdenow jeden z rodzajów z rodziny jasnotowatych nazwał Elsholtzia.

## Publikacje
- Anthropometria, sive De mutua membrorum corporis humani proportione. Accessit doctrina naevorum […]. Patavii. Typis Jo. Baptistae Pasquati, 1654 (Wydanie Frankfurt (Oder) 1663).
- Hortus Berolinensis, 1657 (rękopis). Publikacja wydana po raz pierwszy: Thomas Fischbacher, Thomas Fink (red.): Johann Sigismund Elsholtz: Hortus Berolinensis. Der Berliner Lustgarten. Lateinisch / Deutsch. Liber primus. Erstes Buch, Weimar 2010, ISBN 978-3897396906, także: Felix Mundt, Marcel Humar (red.): Johann Sigismund Elsholtz. Hortus Berolinensis. Erstes Buch, Worms 2010, ISBN 978-3884622957.
- Plantae singulares horti electoralis Brandenburgici coloniensis, Cölln an der Spree, 1659/60.
- Flora marchica, sive catalogus plantarum, quæ partim in hortis Electoralibus Marchiæ Brandenburgicæ primariis, Berolinensi, Aurangiburgico, et Potstamensi excoluntur, partim sua sponte passim proveniunt, Berolini, ex officina Rungiana. Sumptibus Danielis Reichelii, 1663.
- Historia Steatomatis resecti et feliciter sanati, Coloniae Brand.: Schulze, 1666.
- Clysmatica Nova, Berlin, 1665; 2. wydanie pod zmienionym tytułem: Clysmatica nova sive ratio qua in venam rectam medicamenta immitti possint: addita inaudita sanguinis transfusione, Coloniae; Brandenburg, 1667. Nachdruck d. 2. Aufl.: Hildesheim: Olms, 1966.
- Garten-Baw oder Unterricht von der Gärtnerey auff das Clima der Chur-Marck Brandenburg, wie auch der benachbarten teutschen Länder gerichtet: in 6 Büchern abgefasset u. mit nöthigen Figuren gezieret, 1. wydanie: 1666; 2. wydanie, Cölln an der Spree: Schultze, 1672; 3. wydanie: 1684 pod tytułem: Vom Garten-Baw, Berlin/Leipzig/Cölln. Nachw. vers. von Harri Günther, Hildesheim: Olms, 1987, ISBN 3-487-07978-X.